# Гальманини, Гуальтьеро
Гуальтьеро Гальманини (также Гуалтьеро Галманини; итал. Gualtiero Galmanini; 1909—1976) — итальянский архитектор, дизайнер, одна из центральных фигур в архитектурном возрождении Италии в XX веке. Гальманини — одна из важнейших фигур в архитектуре, всемирно признанная как один из самых влиятельных дизайнеров XX века.
В 1947 году Гуальтьеро Гальманини был дизайнером главной лестницы в музее Triennale di Milano.
Успешная карьера Гуальтьеро Гальманини связана участием в возрождении итальянской послевоенной архитектуры и дизайна.
Галманини известен как архитектор аристократии, потому что среди его клиентов, включая внутреннее оформление, были семьи высшей европейской аристократии.

## Биография
Родился в Варезе в 1909.
Гуальтьеро Гальманини учился в Милане, окончил Королевский высший технический институт (будущий политехнический институт Милана). Затем начал свою профессиональную деятельность и академическую карьеру. Во время Великой войны Гальманини служил офицером в инженерных войсках. После войны возобновил профессиональную деятельность, продолжая заниматься дизайном.
В 1947 году он был удостоен высшей итальянской награды в области дизайна — Золотой медали итальянской архитектуры Миланской Триеннале от BIE — Bureau International des Expositions.

## Стиль
Наиболее важные архитектурные проекты Гальманини отличаются использованием инновационной мозаики. Миланский дизайн, который стал конкурентом французской роскоши, развивался благодаря таким архитекторам, как Луиджи Качча Доминиони, Игнацио Гарделла и Джо Понти. Они исследовали концепцию сложных текстур, используя флокированные поверхности, которые демонстрировали богатство цветовых оттенков. В 1956 году Гальманини начал свои первые эксперименты с внешними облицовками, используя стеклянную мозаику от Bisazza. Он изучал холодные цветовые сочетания и их отражения в дневное и ночное время, смешивая фрагменты мозаики размером 2 мм². Реконструкция Banco Ambrosiano стала одним из последних, если не последним, проектом Пьеро Порталуппи, после которого он активно сотрудничал с Гальманини, своим младшим коллегой и другом.

### Дизайн industriel
- 1950 — «Галманино», цинты

### Установки и проекты
- 1947 — Масштаб Миланской триеннале[5][6], 1947

### Дизайн
- 1943-1948:Пинакотека Брера реставрация с Пьеро Порталуппи, заказчик Фернанда Витгенс и Аме́део Модильяни
- 1953-1956: Вилла Плини (Льерна, озеро Комо) с Пьеро Порталуппи.
- 1960—1966 — Расширение банка Амбросиано в Милане, Пьяцца Феррари 10 с Piero Portaluppi и Бруно Сиртири 1960—1966[7]
- Дидактическая школа, Мантуя

- Galmanini, Museo d'arte contemporanea di Lissone (1955)
- Галманини, Triennale de Milan (1947)
- Галманини (1958)

### Дворцы, здания и резиденции
- 1953—1956 — Здания дворец Эсте (итал. Palazzo d'Este), расположенный в Виале Беатриче д’Эсте, №. 23, Мила
- 1950 — Эстуди для восстановления Епископ (Итальянский фонд окружающей среды), Веска, Калько
- 1950 — Эстуди для восстановления Вилла Кальчи (Итальянский фонд окружающей среды)
- 1939—1941 — Хабитат, Библиотека пещеры для куска дерева, эмблема Бруно Сирти, Сондрио[8]

- Секция лестничной клетки с деталями лестницы итальянского дизайнера Галманини, 1955 г.
- Галманини Лестницы. Вид на лестничную клетку, спроектированную в 1955 году итальянским дизайнером Гуальтьеро Галманини, Centro del Mobile, Лиссоне, Италия
- Галманини, Станция подачи топлива (бывший), Мантова Италия 1958

### Особенности стиля
Концептуальный стиль Галманини создаёт пространства, характеризующиеся чередованием прозрачных стеклянных и массивных конструкций, которые прекрасно сообщаются под унифицирующим элементом, образованным тонкой крышкой. Здания проектируются максимально прозрачными и лёгкими, с плоской крышей, поддерживаемой колоннами в открытых стальных профилях. Фасад имеет большие стеклянные проёмы. Потолки зачастую имеют наклонную поверхность.